# Solera de Agua
Solera de Agua är en ort i Mexiko.   Den ligger i kommunen Lázaro Cárdenas och delstaten Michoacán, i den södra delen av landet, 400 km väster om huvudstaden Mexico City. Solera de Agua ligger 22 meter över havet och antalet invånare är 258.
Terrängen runt Solera de Agua är kuperad åt nordost, men söderut är den platt. Havet är nära Solera de Agua söderut.  Närmaste större samhälle är Buenos Aires, 15,7 km öster om Solera de Agua.